# Mike Dillard
Pour les articles homonymes, voir Dillard.
Mike Dillard, né en juillet 1965 à Montesano, est un batteur américain, un des membres fondateurs du groupe de rock Melvins.

## Biographie
Après la création de Melvins, il quitte le groupe en 1984 et est remplacé par Dale Crover,. En 1986, il est brièvement membre du premier groupe de Kurt Cobain, Fecal Matter, avant qu'ils ne se séparent.
Dillard revient jouer des chansons de l'album Mangled Demos en direct avec Buzz Osborne et Dale Crover (à la basse) sous le nom de Melvins 1983 à partir de 2008. Ils ont donné ensemble quelques spectacles, dont deux spectacles pour célébrer le 50e anniversaire de Jello Biafra ainsi qu'une apparition au festival ATP Nightmare Before Christmas. Il prend part aussi à la tournée du 25e anniversaire du groupe en 2009 et sur l'un des sets Endless Residency au Spaceland à Los Angeles en 2011.
Dillard joue également de la batterie sur Tres Cabrones, ce qui constitue ses premiers enregistrements avec les Melvins depuis 29 ans. La majorité des chansons incluses dans l'album avaient été publiées dans une variété d'EP, de singles et de compilations en édition limitée, principalement via Amphetamine Reptile Records, à partir de 2012 avant la sortie de Tres Cabrones un an plus tard.
En septembre 2015, Melvins sort l'EP Beer Hippy sur AmRep. Les quatre morceaux de l'EP ont été inclus sur Basses Loaded, publié par Ipecac Recordings en juin 2016.
Dillard a été également membre du groupe Hot Carl et a enregistré une démo de six chansons avec eux en février 2001.

## Discographie
Avec Melvins
- 2005 : Mangled Demos from 1983
- 2013 : Tres Cabrones
- 2016 : Basses Loaded
- 2021 : Working with God